# Carmenta subaerea
Carmenta subaerea là một loài bướm đêm thuộc họ Sesiidae. Nó được miêu tả bởi Edwards năm 1883 và được tìm thấy ở Arizona, Hoa Kỳ.